# Verdun Dragons
Verdun Dragons byl profesionální kanadský klub ledního hokeje, který sídlil v Montréalu v provincii Québec. V letech 2001–2006 působil v profesionální soutěži Ligue Nord-Américaine de Hockey. Dragons ve své poslední sezóně v LNAH skončily v základní části na čtvrtém místě. Své domácí zápasy odehrával v hale Verdun Auditorium s kapacitou 3 795 diváků.
Jednalo se o vítěze LNAH ze sezóny 2003/04.

## Úspěchy
- Vítěz LNAH ( 1× )
  - 2003/04

## Přehled ligové účasti
Zdroj: 
- 2001–2004: Ligue de hockey semi-professionnelle du Québec
- 2004–2006: Ligue Nord-Américaine de Hockey